# Le Bugue
Le Bugue – miejscowość i gmina we Francji, w regionie Nowa Akwitania, w departamencie Dordogne, położona nad rzeką Vézère w pobliżu jej ujścia do rzeki Dordogne oraz nad rzeczką Ladouch.
Według danych na rok 1990 gminę zamieszkiwały 2764 osoby, a gęstość zaludnienia wynosiła 95 osób/km² (wśród 2290 gmin Akwitanii Le Bugue plasuje się na 159. miejscu pod względem liczby ludności, natomiast pod względem powierzchni na miejscu 295.).